# Nelson Haedo Valdez
Nelson Antonio Haedo Valdez (San Joaquín, 28 de novembro de 1983) é um ex-futebolista paraguaio que atuava como atacante. Seu último clube foi o Cerro Porteño.

## Carreira
Iniciou sua carreira em 2000 no modesto Tembetary, clube da cidade de Ypané. Em dezembro de 2001 foi contratado pelo Werder Bremen, mas primeiro atuou pelo Werder Bremen II para se adaptar ao futebol alemão. Quando promovido ao elenco principal pelo treinador Thomas Schaaf, Valdez participou da conquista da Bundesliga e da Copa da Alemanha, ambas na temporada 2003–04. Permaneceu no Werder até julho de 2006, quando foi contratado pelo Borussia Dortmund.
Após deixar o futebol alemão, o atacante passou por Hércules, Rubin Kazan, Al-Jazira, Eintracht Frankfurt, Seattle Sounders e Cerro Porteño. Também atuou por empréstimo no Valencia e no Olympiacos.

## Seleção Nacional
Estreou pela Seleção Paraguaia principal no dia 8 de julho de 2004, contra a Costa Rica, em partida válida pelo Grupo C da Copa América. O atacante representou ainda o Paraguai em duas Copas do Mundo: em 2006 foi chamado por Aníbal Ruiz, enquanto em 2010 esteve na lista dos 23 convocados por Gerardo Martino.

## Títulos
Werder Bremen
- Bundesliga: 2003–04
- Copa da Alemanha: 2003–04

Borussia Dortmund
- Supercopa da Alemanha: 2008–09

Rubin Kazan
- Copa da Rússia: 2011–12
- Supercopa da Rússia: 2012–13

Olympiacos
- Super Liga Grega: 2013–14

Seattle Sounders
- MLS Cup: 2016

Cerro Porteño
- Primera División: 2017 (Clausura) e 2020 (Apertura)